# 목포 달성사 목조지장보살삼존상 및 시왕상 일괄
목포 달성사 목조지장보살삼존상 및 시왕상 일괄(木浦 達聖寺 木造地藏菩薩三尊像 및 十王像 一括)은 대한민국 전라남도 목포시 달성사에 있는, 1565년(명종 20) 향엄 등 5명의 조각승이 참여하여 조성한 작품으로, 지장삼존, 시왕, 판관 및 사자 등 19구로 이루어진 대단위 불상군이다. 2019년 1월 3일 대한민국의 보물 제2011호로 지정되었다.

## 개요
'목포 달성사 목조지장보살삼존상 및 시왕상 일괄'은 1565년(명종 20) 향엄(香嚴) 등 5명의 조각승이 참여하여 조성한 작품으로, 지장삼존(地藏三尊), 시왕(十王), 판관(判官) 및 사자(使者) 등 19구로 이루어진 대단위 불상군이다. 달성사 불상은 1719년(숙종 45) 중수된 기록이 있다.
수조각승(首彫刻僧) 향엄은 16세기 전‧중반기에 활동한 조각승으로, 이 불상 외에도 1534년(중종 29) 제주도 서산사 목조보살좌상을 조성하였다. 명부전(冥府殿) 중앙 불단에 지장삼존상이, 좌우 정면 벽면에 각각 3구씩의 시왕, 그리고 좌우 측면 벽면에 각각 2구씩의 시왕이 배치되어 있다. 목포 달성사 불상은 임진왜란 이전에 조성된 불상조각 중 지장보살삼존상과 시왕상이 모두 전해지고 있는 유일한 작품이다. 더욱이 지장보살상의 경우 오른쪽 다리를 왼쪽 무릎에 올린 반가(半跏) 자세를 취하고 있어 무위사 지장보살상, 청량사 지장보살상과 더불어 조선 전기의 보기 드문 형식으로 희소성과 조형적 가치가 뛰어나다.
향엄이 주도한 불상에서 보이는 단정하고 사실적인 신체 표현과 우아한 형태미가 돋보이는 작품으로, 조성발원문과 중수발원문이 모두 현존하고 있어 불교조각사적으로 중요한 의미를 지닌 작품이다.

## 제작자
- 조성화원 : 향엄(香嚴), 계정(淡正), 숭은(崇恩), 천감(天鑑), 복수(福壽)
- 중수화원 : 진열(進悅), 태원(太元), 옥초(玉楚), 수영(守英), 초경(草敬), 도안(道眼), 희원(熙遠), 청휘(淸輝), 취상(就祥)

## 참고 자료
- 목포 달성사 목조지장보살삼존상 및 시왕상 일괄 - 국가유산청 국가유산포털